# Markus Zahnhausen
Markus Zahnhausen (* 12. März 1965 in Saarbrücken; † 17. April 2022 in München) war ein deutscher Blockflötist, Komponist und Hochschullehrer.

## Leben
Zahnhausen studierte am Münchner Richard-Strauss-Konservatorium bei Hermann Elsner. Darüber hinaus studierte er an den Universitäten Trier und München Slawistik und Musikwissenschaft.
Seit Oktober 2002 lehrte er als Dozent für Blockflöte an der Hochschule für Musik und Theater München. Von 2010 bis 2012 bekleidete er eine Gastprofessur an der Kunstuniversität Graz. Als Gastdozent war er an der Carl-Nielsen-Musikakademie in Odense, der Königlichen Musikakademie Kopenhagen, dem Birmingham Conservatoire, der Grieg-Akademie der Universität Bergen in Norwegen, der Folkwang-Hochschule in Essen und der Wichita State University in den Vereinigten Staaten tätig.
Er war als Interpret alter und moderner Blockflötenmusik in Konzerten, Rundfunk-, Fernseh- und CD-Produktionen sowie Festivals und Konzertreihen aktiv. Er trat u. a. in Russland beim „Moskauer Herbst“ sowie beim „St. Petersburger Frühling“ auf, in Großbritannien bei der „Exhibition of Early Music“, sowie in Island, Tatarstan und im Ural. Er gastierte im Orchester der Bayerischen Staatsoper bei den Münchner Opernfestspielen unter den Dirigenten Ivor Bolton, Harry Bicket und Joshua Rifkin.
Sein Erstes Streichquartett „Stilleben“ wurde im März 2003 vom Leipziger Gewandhaus-Quartett uraufgeführt. Im Oktober 2003 debütierte er in den USA und war Gastdozent an der Wichita State University. Im Jahr 2005 bekam er ein Stipendium für einen Arbeitsaufenthalt in der „Millay Colony for the Arts“ in Austerlitz/New York.
Neben seiner musikalischen Tätigkeit war Zahnhausen als Musikjournalist für den Bayerischen Rundfunk, für die Bayerische Akademie der Schönen Künste sowie für Fachzeitschriften tätig. Als Herausgeber zeichnete er für die Reihe „Neue Blockflötenbibliothek“ des Möseler-Verlages in Wolfenbüttel verantwortlich. Er war Initiator neuer Blockflötenwerke der Komponisten Harald Genzmer, Günter Kochan, Walter Mays, Elis Pehkonen, Rodion Schtschedrin, Hans Stadlmair, Boris Tischtschenko, Atli Heimir Sveinsson, Þorkell Sigurbjörnsson und Ruth Zechlin.
Zahnhausen war staatlich geprüfter Funkamateur mit dem Rufzeichen DO8GZ.

## Werke
- Orchesterwerke:
  - Recordare für Soloblockflöte und Sinfonieorchester (2015)
  - Pan erwacht (The Awakening of Pan) für Blockflöte und Streichorchester (als Kadenz zum Blockflötenkonzert C-Dur RV 443 von Antonio Vivaldi) (2006)
  - Bylina für Kammerorchester, Klavier und Pauken (2006)
  - Sviréli – Musik für Streichorchester und vier Blockflöten (2001)
- Vokalwerke
  - Lucet verbo – Motette für 1–8stg. gemischten Chor (2008)
  - Прощание (Abschied) – Drei Lieder nach Gedichten von Sergej Jessénin für Sopran und Violoncello (2006)
  - Et Amor Omnia – Oratorische Szenen für Soli, Chor, 8 Blechbläser, Orgel und Schlagzeug (2003)
  - Nunc est bibendum! – Spectaculum für Sprechchor, Klarinette und Percussion nach Texten von Seneca und Horatius (1999)
  - Klingende Zeit – Sieben Szenen nach Haikus von Günther Klinge für Bariton, Blockflöte, Violoncello u. Klavier (1998)
  - Carmina Romana – Cantata profana nach Texten altrömischer Dichter (deutsch/lateinisch) für Hohe Stimmen, Blockflöte und Percussion (1997)
- Kammermusik
  - „Épilogue“ für Saxophonquartett (2013)
  - „En passant“ – Szenen für Flöte, Oboe und Klarinette (2009/13)
  - „Il cieco miracoloso“ für Sopran, Blockflöte und Harfe (2009)
  - „Philippiká“ für Kontrabass solo (2008)
  - Adesso – Sechzig Töne für Klarinette solo (2008)
  - Canto sfumato – Tombeau für Cembalo (2007)
  - Stilleben für Streichquartett (2003)
  - Strophen für Fagott solo (2000)
  - Sakura – Fantasie über ein japanisches Volkslied für Violine solo (1999)
  - „Klingende Zeit“ – Sieben Szenen nach Haikus von Günther Klinge für Bariton, Blockflöte, Violoncello und Klavier (1998)
- Bühnenmusik
  - Der Drache – Bühnenmusik zur gleichnamigen Märchenkomödie von Jewgeni Schwarz für das Düsseldorfer Marionettentheater (2007)
- Blockflötenwerke
  - Pan erwacht (The Awakening of Pan) für Blockflöte und Streichorchester (als Kadenz zum Blockflötenkonzert C-Dur RV 443 von Antonio Vivaldi) (2006)
  - IKONA für Blockflöte (Alt/Sopran) solo (2006)
  - Sviréli – Musik für Streichorchester und vier Blockflöten (2001)
  - Horns of Elfland – Fragments in Memory of Benjamin Britten für Tenorblockflöte solo, (1999), Schott-Verlag
  - Klingende Zeit – Sieben Szenen nach Haikus von Günther Klinge für Bariton, Blockflöte, Violoncello u. Klavier (1998)
  - Russische Skizzen – für Altblockflöte solo (1997), Ostinato-Verlag
  - Lux aeterna für Altblockflöte solo (1992/94), Möseler-Verlag
  - Lyrische Szenen – Drei Fantasien für Altblockflöte solo (1992), Möseler-Verlag
    - Pastoral – Traumspiel (Nachklang einer Fantasie von G.Ph.Telemann) – Nostalgischer Walzer

  - Jahreszeichen für Blockflöte (Alt/Sopran) solo (1989/91), Möseler-Verlag
    - Frühlingsmusik – Sommerklänge – Herbstmusik – Winterbilder

  - Musica inquieta – Sonate für Altblockflöte solo (1990), Doblinger-Verlag
  - Flauto dolce solo – Sieben Stücke für Altblockflöte solo (1988/90), Doblinger-Verlag
  - Klangreden – Duette für Altblockflöte u. Querflöte (1986), Doblinger-Verlag
  - Mopswalzer – Ein musikalischer Spaß für 4 Altblockflöten, Ostinato-Verlag

## Auszeichnungen
- Bayerischer Staatspreis „Villa Concordia“ 2002
- Stipendium für einen Arbeitsaufenthalt in der „Millay Colony for the Arts“ in Austerlitz/New York 2005
- Rodion Shchedrin Kammermusikpreis 2005
- Musikstipendium der Stadt München 2006